# Perithemis tenera
Perithemis tenera – gatunek ważki z rodziny ważkowatych (Libellulidae). Występuje na terenie Ameryki Północnej, Ameryki Południowej i Ameryki Środkowej.